# Felix Boehm
Pour les articles homonymes, voir Boehm.
Félix Boehm (25 juin 1881 à Riga ; 20 décembre 1958 à Berlin) est un psychanalyste et médecin allemand balte qui a été président de la Société psychanalytique allemande (DPG) de 1933 jusqu'à sa destitution en 1938 et de 1950 à 1958. Son action est associée à l'aryanisation de la Société psychanalytique allemande en 1933 et à l'activité de l'Institut Göring.

## Biographie
Après avoir terminé ses études secondaires, Felix Boehm étudie l'ingénierie mécanique à l'école polytechnique de Riga, où il est membre du Rubonia, une corporation d'étudiants germanophones où il fait la connaissance du futur dignitaire nazi, Alfred Rosenberg. Boehm s'initie à la psychanalyse en 1906-1907 en lisant le livre de Sigmund Freud Psychopathologie de la vie quotidienne. Il étudie la médecine à Genève, Fribourg et Munich, où il est l'assistant d'Emil Kraepelin et de Richard Cassirer, et se spécialise en psychiatrie et neurologie.
En 1914, Boehm sollicite Sigmund Freud pour une analyse didactique, puis reprend une analyse avec Eugénie Sokolnick. Il a eu deux filles, analysées par Melanie Klein. Dès 1914, il s'engage comme médecin militaire et fait fonction d'expert psychiatrique à la cour martiale de Germersheim jusqu'en 1918.
Il s'installe en pratique privée de neurologie en 1919, à Berlin, et complète sa formation psychanalytique auprès de Karl Abraham à l'Institut psychanalytique de Berlin lorsque celui-ci est fondé en 1920. Il publie une série d'articles sur la psychologie de l'homosexualité dans l'Internationale Zeitschrift für Psychoanalyse.
En 1922, il soutient sa thèse de doctorat à Kiel intitulée Zwei Fälle von arteriosklerotischem Irresein [Deux cas de folie artérioscléreuse] et donne des enseignements à l'Institut psychanalytique à partir de 1923.
Après l'arrivée au pouvoir des nazis en 1933, et dans le cadre de l'aryanisation, le comité exécutif du DPG, présidé par Max Eitingon jusqu'à son exil la même année, est remplacé et Boehm en devient le nouveau président, avec Carl Müller-Braunschweig comme adjoint. En 1936, le DPG a été rebaptisé «Groupe de travail A» du «Deutsches Institut für psychologische Forschung und Psychotherapie», connu sous le nom d'Institut Göring, dont Boehm devient le secrétaire. Carl Müller-Braunschweig est démis de ses fonctions en 1938, et Boehm est interdit de formation psychanalytique, tout en restant responsable du département « catamnèse » de la polyclinique de l'Institut Göring. Il dirige à partir de 1939, un groupe de recherche sur l'homosexualité. Entre 1941 et 1945, il est médecin militaire dans l'armée allemande, et participe aux jugements d'exécution des simulateurs, des déserteurs et des homosexuels.
À l'Institut de psychopathologie et de psychothérapie (IPP), nouvellement fondé par Harald Schultz-Hencke et Werner Kemper en 1945, Boehm prend la tête du département d'enseignement et à partir de 1949 donne un cours de psychanalyse de l'enfance. Felix Boehm est à nouveau président du DPG de 1950 à sa mort.